# Historisches Rathaus (Mülheim an der Ruhr)
Das Historische Rathaus in Mülheim an der Ruhr ist ein in der Stadtmitte gelegener Verwaltungsgebäudekomplex im Stadtteil Altstadt I. Mit einem historischen Bauteil aus dem Jahr 1915 beherbergt es den Verwaltungsvorstand um den Oberbürgermeister, den Rat der Stadt, seine Ausschüsse und städtische Beiräte sowie weite Teile der Mülheimer Stadtverwaltung. Damit ist das Rathaus das politische und administrative Zentrum der Ruhrgebietsstadt. Darüber hinaus ist es eines ihrer wichtigsten und, nicht zuletzt aufgrund des 60 Meter hohen Rathausturms, charakteristischsten Baudenkmäler.

## Lage
Der das Historische Rathaus bildende Gebäudekomplex liegt an der Straße Am Rathaus bzw. am Rathausmarkt (Norden) und wird darüber hinaus umgeben vom Löhberg (Osten), der Schollenstraße (Süden) und der Ruhrpromenade (Südwesten). Der Gebäudekomplex wird weitgehend baulich geteilt durch die Friedrich-Ebert-Straße. Somit liegt das Rathaus mitten in der Mülheimer Innenstadt und in direkter Nähe zur Ruhr und dem Stadthafen.

## Geschichte

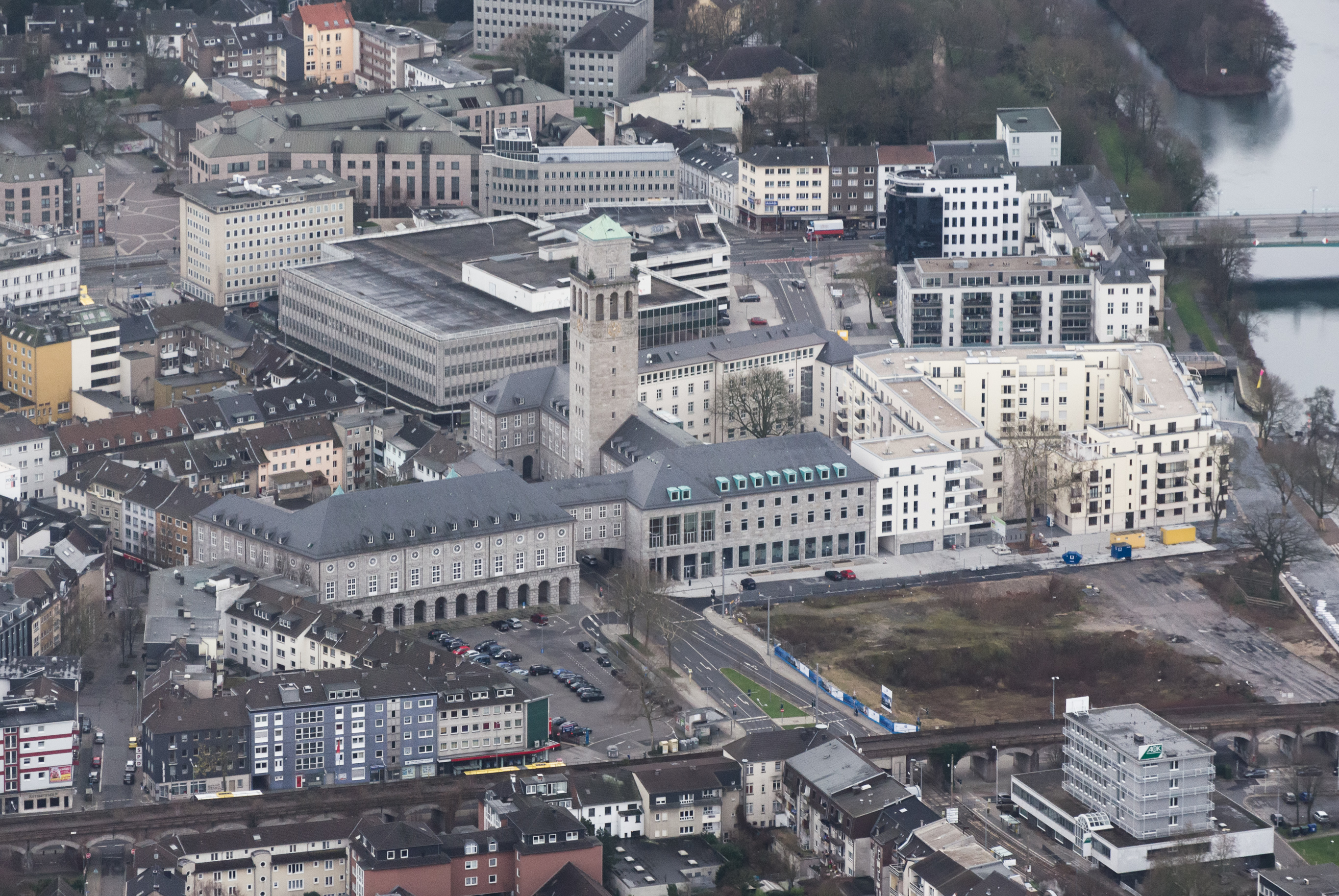
Luftaufnahme der Rathausnordseite, 2014

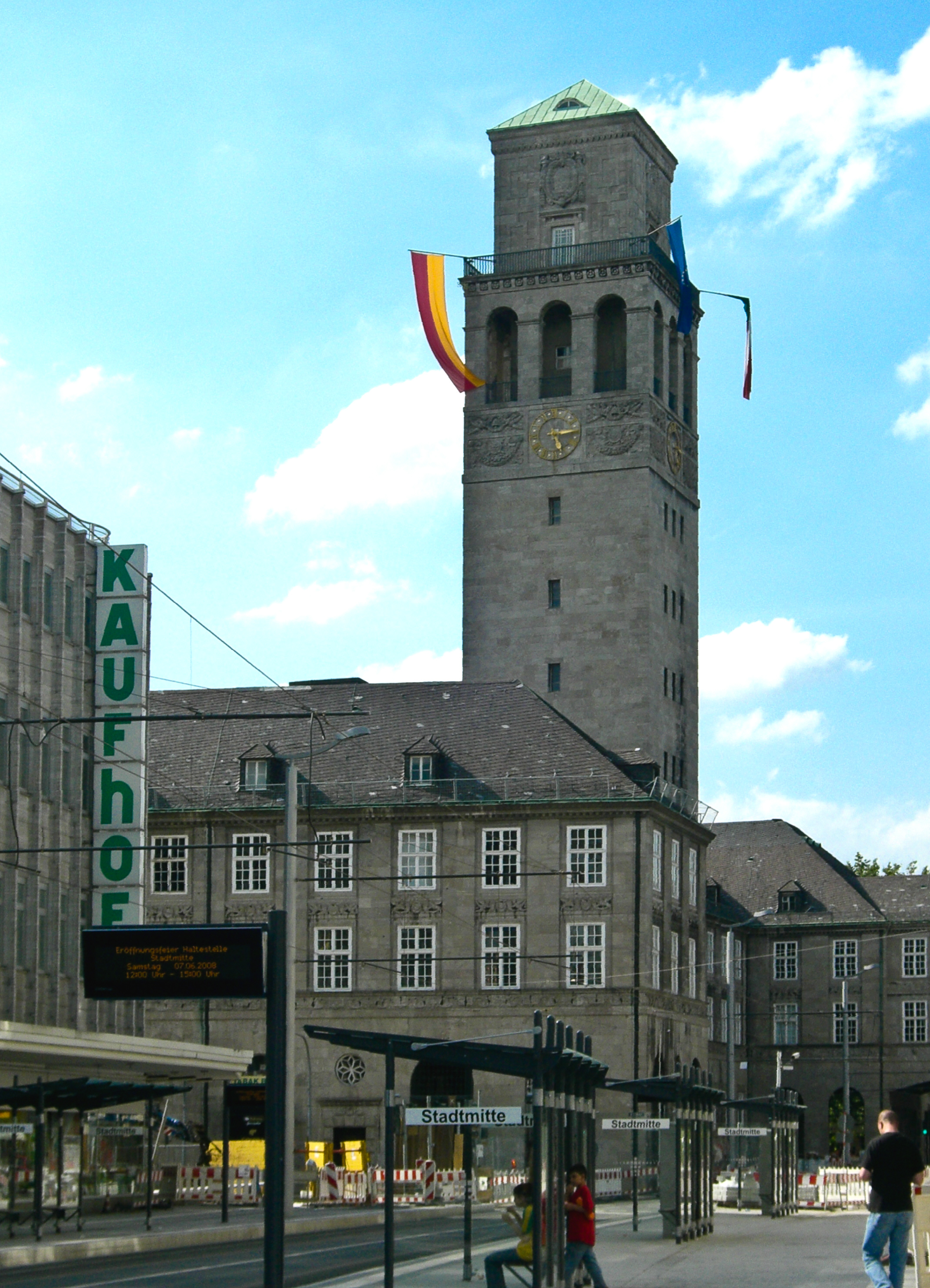
Beflaggter Rathausturm, 2008

Nach der letzten Tagung des Mülheimer Rates im alten, im Jahr 1841/42 errichteten Rathaus am 30. Dezember 1903 und dem Amtsantritt des Oberbürgermeisters Paul Lembke im Frühjahr 1904 konkretisierte sich die politische Absicht, ein neues Rathaus für die Stadt Mülheim zu errichten. 1908, Mülheim feierte sein 100-jähriges Stadtjubiläum, traf der Rat den Beschluss, einen Architektenwettbewerb für ein neues Rathaus auszurichten. Damit wurde auf die wachsenden Anforderungen der schnell wachsenden Stadt – allein 1904 vergrößerte Mülheim sein Stadtgebiet durch Eingemeindungen um das Siebenfache – reagiert, die das alte, kleinere Rathaus als nicht mehr angemessen erscheinen ließen.
Der im ganzen Deutschen Reich ausgeschriebene Wettbewerb fand 176 Teilnehmer. Die Entwürfe, darunter elf von Mülheimer Architekten, bezogen sich dabei auf das vorgesehene Baugebiet, bestehend aus zwei nebeneinander gelegenen Grundstücken, getrennt durch einen „Notweg“. Ein Preisrichterkollegium aus vier namhaften deutschen Architekten berücksichtigte aus den Einreichungen 18 Entwürfe, wovon zwölf letztlich den Vorgaben entsprachen. Die Preisrichter nahmen davon sieben Entwürfe in die engere Wahl. Der erstplatzierte Entwurf wurde letztlich jedoch nicht Grundlage der weiteren Arbeit, sondern der drittplatzierte mit dem Namen „Zwei Plätze“ der Architekten Arthur Pfeifer und Hans Großmann. Dieser Entwurf überzeugte „durch städtebaulich angemessene Raumdimensionen und Dachtraufenhöhen, auch durch einen Gebäuderhythmus, der Plätze betonte und platzartige Raumerweiterung durch Fassadenrücksprünge entwickelte.“
Kritisiert wurde das als zu gering erachtete Büroraumangebot sowie zu wenig Ladenflächen in den Gebäudearkaden. Es bildete sich eine 13-köpfige Rathauskommission, die den Architektenentwurf abänderte, sodass der Notweg verbreitert, der Rathausturm auf 60 Meter erhöht und verschlankt, ein neuer Turmhelm angedacht sowie die Schmuckform schlichter gestaltet wurde.
1913 begann der Bau, doch stellten sich früh Probleme. Hochwasser machte die Fundamentlegung zunächst unmöglich und Anlieger erhoben Einspruch gegen die Planung, den Notweg zu überbrücken, was das Vorankommen weiter verzögerte. Die dem Ausbruch des Ersten Weltkrieges vorangehende Mobilmachung sorgte für ein sechswöchiges Lahmliegen der Bauarbeiten. Dennoch bezogen Juni 1915 erste Stadtbedienstete den Neubau am Notweg, rund ein halbes Jahr später als vorgesehen. Ende 1915 wurde auch der Ostflügel mit dem Ratssaal fertiggestellt, sodass am 10. Februar 1916 der Rat der Stadt zum ersten Mal dort tagen konnte, der bis dahin provisorisch im ehemaligen Kreishaus an der Teinerstraße saß.
Der damalige Neubau galt u. a. mit einer Fernheizungsanlage, die das Warmwasser des nahen Stadtbads gebrauchte, und einer Entstaubungsanlage als sehr modern. Er umfasste 10.500 m² mit 154 Dienstzimmern, dazu weitere ca. 3.000 m² für Eingangshalle und Flure. Das Rathaus kostete den Steuerzahler ohne Grundstückskosten 2.500.000 Mark.
Bebildert wurde der Ratssaal mit einem lebensgroßen Porträt von Otto von Bismarck und Bildern von preußischen Generälen.
Mit einem britischen Bombenangriff im Zweiten Weltkrieg in der Nacht vom 22. zum 23. Juni 1943 nahm das Rathaus großen Schaden. Sowohl Dachstuhl als auch obere Stockwerke lagen in Trümmern. Im Zuge des Wiederaufbaus sollten nach den Vorstellungen von Architekt Hans Großmann, der dafür Ende 1943 vom Arbeitskreis Wiederaufbauplanung beim Reichsministerium für Bewaffnung und Munition unter Albert Speer beauftragt wurde, größere stadtplanerische Veränderungen rund um das Rathaus vorgenommen werden: Entstehen sollte „eine Behördenfront mit Finanzamt, Rathaus, Sparkasse, Arbeitsamt, Industrie- und Gewerbeschule und einer Markthalle“ am rechten Ruhrufer. Die Pläne verließen das Entwurfsstadium nie.
Das bis dahin in Ruinen stehende Rathaus wurde 1953 Gegenstand von Um- und Wiederaufbaumaßnahmen. 1959 schrieb der Rat der Stadt erneut einen Architektenwettbewerb aus, um kriegsbedingte Baulücken durch eine bauliche Erweiterung des Rathausgebäudes hin zum Ruhrufer zu schließen. Unabhängig vom Wettbewerbsausgang erhielt das städtische Hochbauamt den Auftrag, den Bau umzusetzen. Verantwortlich zeichnete der Oberbaurat Thissen. Dabei wurde das ehemals einzeln stehende damalige Finanzamt, ein Zweckbau der 1930er Jahre, in den Rathausbau integriert.
Die Bauarbeiten begannen 1961, 1966 wurden sie abgeschlossen und die neuen Räume bezogen. Es entstanden entlang der Ruhr zwei sich an den Finanzamtbau anschließende vierstöckige kubusförmige Bauten. Ebenfalls im Stil der 1960er schloss sich im Norden ein siebenstöckiger Büroriegel an, fußend auf vier von Ernst Rasche künstlerisch gestalteten Säulen, die die vier Elemente und die vier Jahreszeiten symbolisierten.
1977 wurde im Turm des Rathauses eine Sammlung städtischer Büromaschinen eingerichtet.
Die im Zweiten Weltkrieg zerstörte Nordflanke des Rathauses wurde durch einen Anbau ersetzt, der sich durch seine hohe Glassockelfront sowie einen beinahe komplett verglasten Eckbau auszeichnet. Künstlerisch ausgestaltet wurde der Anbau durch Mülheimer Künstler, zum Beispiel Gustav Dahler, Otto Pankok, Hermann Lickfeld und Heinrich Siepmann.
Am 6. März 2008 beschloss der Rat der Stadt die grundlegende Sanierung und Modernisierung des Rathauses. Diese fand von März 2008 bis Ende 2011 statt, die 2009 auf Anmietungen ausgewichenen Teile der Stadtverwaltung und der Rat kehrten Anfang 2012 zurück in den historischen Bau. 2009 wurden zudem im Rahmen des Stadtentwicklungsprojekts Ruhrbania Gebäudeteile der Westflanke abgerissen, um für Ruhrbania-Neubauten Platz zu schaffen. Heute stehen dort Häuser mit Eigentumswohnungen und Gastronomiebetrieben.

## Architektur und Bauschmuck

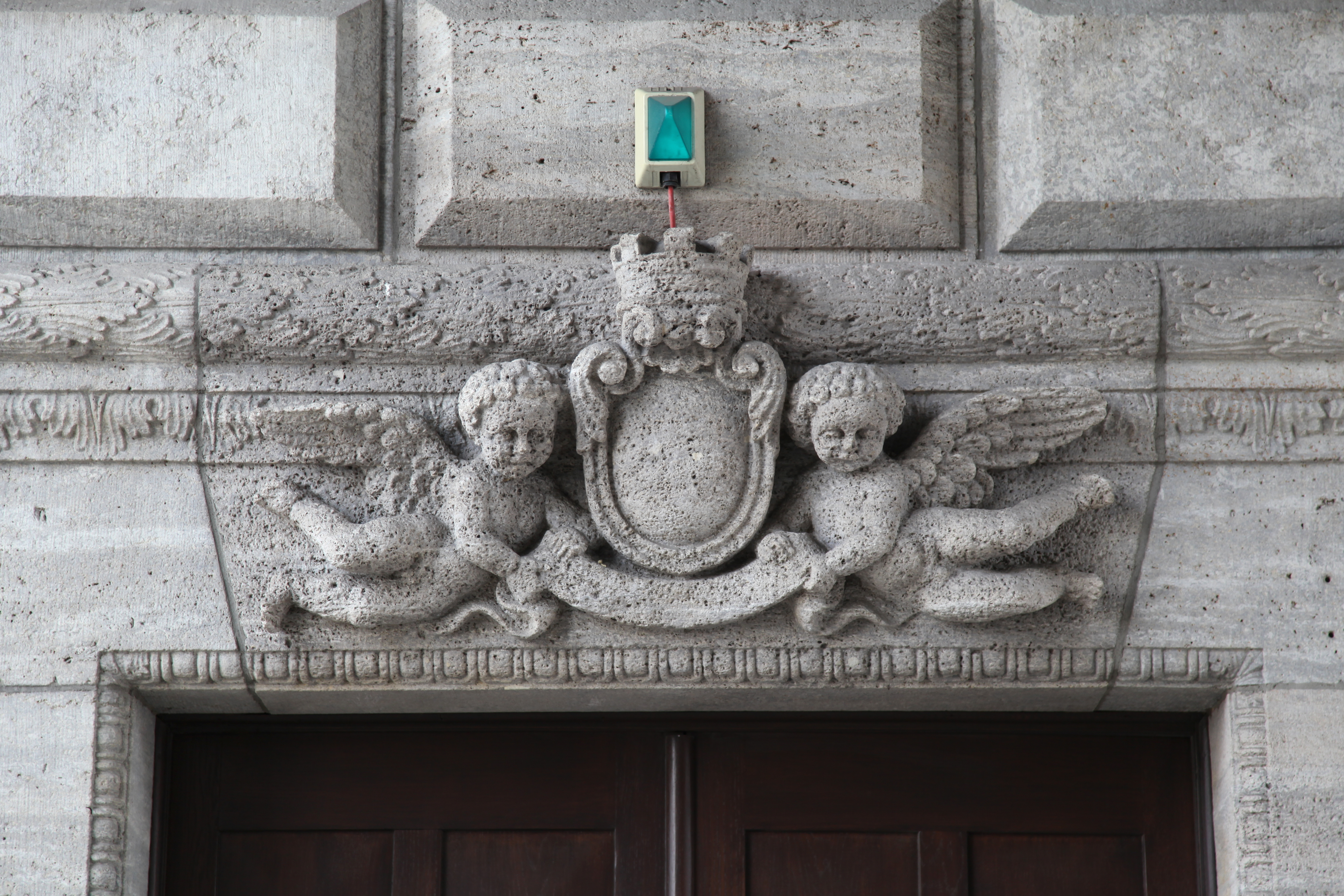
Bauschmuck an der Rathausfassade

Das Historische Rathaus ist im Stile des Historismus gestaltet. Die Fassade ist aus Muschelkalk und mit reichen Schmuckformen versehen.